# Damspelen 1931

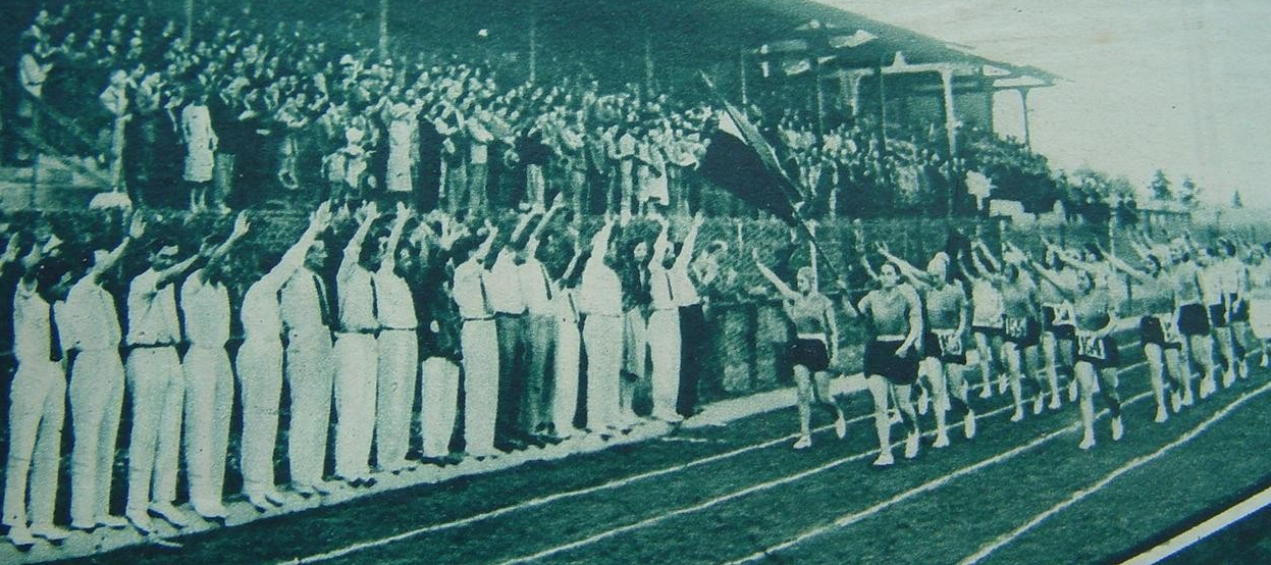
öppningsceremonin

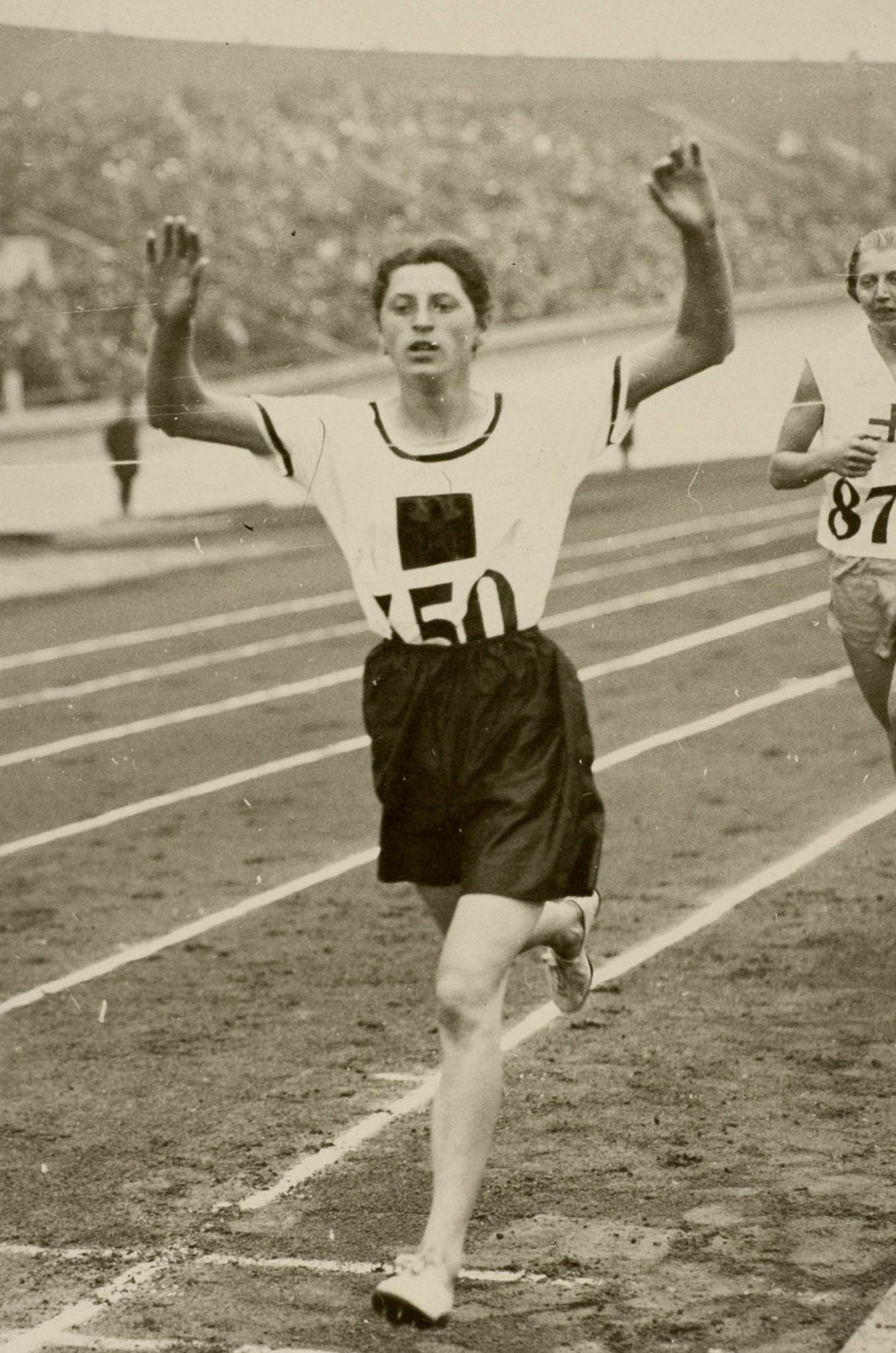
Marie Dollinger

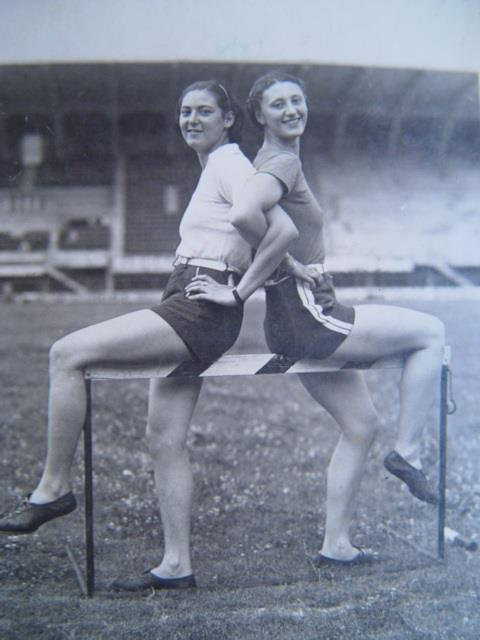
Trebisonda Valla (till hö)

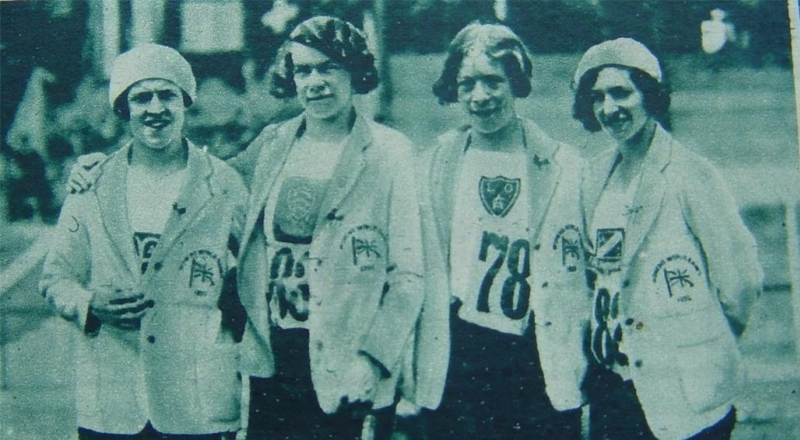
Stafettlaget Gunn-Seary-Ridgley-Halstead

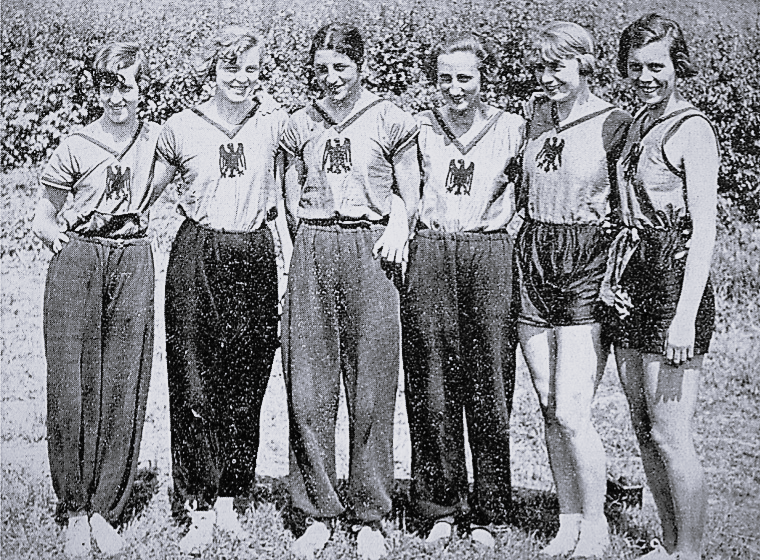
Stafettlaget Fleischer-Dollinger-Lorenz-Gelius-Hargus

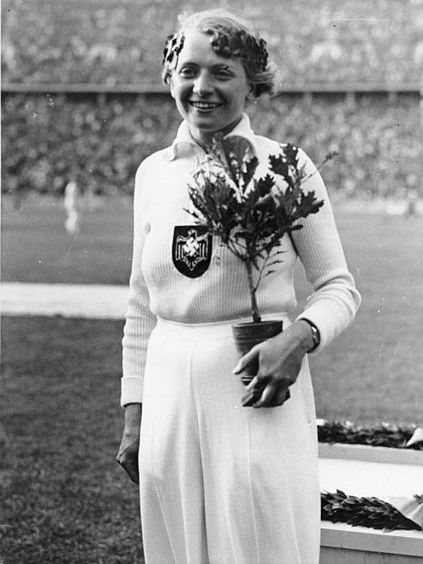
Tilly Fleischer

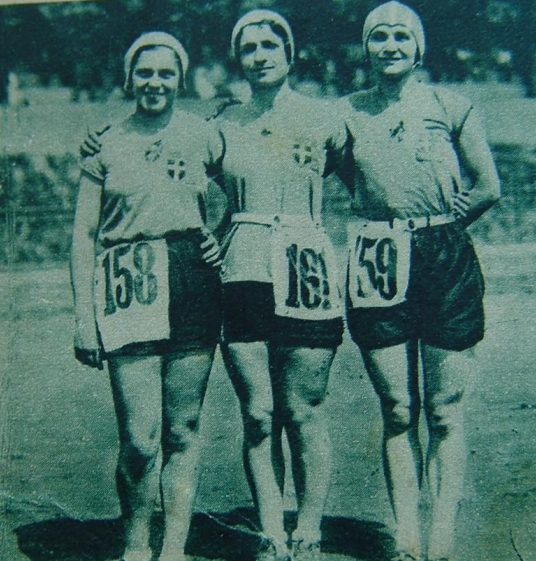
italienskorna Bruna Bertolini, Jolanda Bacchelli och Pierina Borsani

Damolympiaden 1931 (italienska Le Olimpiadi della Grazia, engelska Olympics of Grace) var den andra internationella tävlingen i friidrott för damer på 1930-talet. Tävlingen hölls den 29 maj till 31 maj 1931 i Florens i Italien.

## Tävlingarna
Tävlingen organiserades i samarbete med Fédération Sportive Féminine Internationale (FSFI) under Alice Milliat och italienska damsportorganisationen Federazione Italiana di Atletica Femminile (FIAF). Den tillkom som en protest mot Internationella olympiska kommittén:s (IOK) policy att endast tillåta damer till friidrott i enstaka grenar vid OS 1928.
Tävlingen samlade deltagare från 11 nationer: Belgien, Frankrike, Italien, Jugoslavien, Polen, Rumänien, Storbritannien, Tjeckoslovakien, Tyskland, Ungern och Österrike. Idrottsspelen blev ett betydande steg för damidrotten.
| Lag | Land           | Deltagare | Lag | Land            | Deltagare |
| --- | -------------- | --------- | --- | --------------- | --------- |
| 1   | Belgien        | ?         | 2   | Frankrike       | ?         |
| 3   | Italien        | 12        | 4   | Jugoslavien     | ?         |
| 5   | Polen          | ?         | 6   | Rumänien        | ?         |
| 7   | Storbritannien | ?         | 8   | Tjeckoslovakien | ?         |
| 9   | Tyskland       | ?         | 10  | Ungern          | ?         |
| 11  | Österrike      | ?         |     |                 |           |

Deltagarna tävlade i 12 grenar: löpgrenar (60 meter, 100 meter, 200 meter, stafettlöpning 4 x 75 meter, stafettlöpning 4 x 100 meter, Svensk stafett och  häcklöpning 80 meter), hoppgrenar (höjdhopp och längdhopp) och kastgrenar (diskuskastning, kulstötning och spjutkastning).
Idrottsspelen hölls på idrottsklubben ASSI Giglio Rossos område "Campo Giglio Rosso" som hade en lång löpbana. Spelen öppnades som vanliga Olympiska spelen med en öppningsceremoni och deltagarnas inmarsch.
Förutom friidrottsgrenar hölls även separata tävlingar i Danssport, Fäktsport och Tennis.

## Medaljörer
Placeringar i respektive gren:
| Gren                  | Guld                                                                | Guld              | Silver                                                                | Silver      | Brons                                                                         | Brons       |
| 60 meter              | Nellie Halstead Storbritannien                                      | 8,0 sek           | Lisa Gelius Tyskland                                                  | ?           | Detta Lorenz Tyskland                                                         | ?           |
| 100 meter             | Marie Dollinger Tyskland                                            | 12,6 sek          | Daisy Ridgley Storbritannien                                          | 12,8 sek    | Lisa Gelius Tyskland                                                          | 12,8 sek    |
| 200 meter             | Nellie Halstead Storbritannien                                      | 25,8 sek          | Marie Dollinger Tyskland                                              | 26,0 sek    | Mary Seary Storbritannien                                                     | ?           |
| Häcklöpning 80 meter  | Muriel Gunn Storbritannien                                          | 13,0 sek          | Trebisonda Valla Italien                                              | 13,2 sek    | Jacqueline Alauze Frankrike                                                   | ?           |
| Stafett 4 x 75 meter  | Storbritannien Nellie Halstead Muriel Gunn Mary Seary Daisy Ridgley | 38,6 sek          | Italien Lidia Bongiovanni Maria Bravin Tina Steiner Giovanna Viarengo | 39,2 sek    | Tjeckoslovakien Anna Hrebrinova Rudolfa Krausová Zdena Smolová Anna Kuzniková | ?           |
| Stafett 4 x 100 meter | Storbritannien Nellie Halstead Muriel Gunn Mary Seary Daisy Ridgley | 51,4 sek          | Tyskland Tilly Fleischer Marie Dollinger Detta Lorenz Lisa Gelius     | 51,8 sek    | Tjeckoslovakien Anna Hrebrinova Rudolfa Krausová Zdena Smolová Anna Kuzniková | ?           |
| Svensk stafett        | Storbritannien Nellie Halstead Muriel Gunn Mary Seary Daisy Ridgley | 55,6 sek          | Tyskland Marie Dollinger Lisa Gelius Detta Lorenz Auguste Hargus      | 55,8 sek    | Österrike Herma Schurinek Veronika Kohlbach Lisl Perkaus Maria Weese          | 57,0 sek    |
| Höjdhopp              | Katalin Vértessy Ungern                                             | 1,45 meter (1,48) | Jelka Tratnik Jugoslavien                                             | 1,45 meter  | Mary Seary Storbritannien                                                     | 1,40 meter  |
| Längdhopp             | Muriel Gunn Storbritannien                                          | 5,46 meter        | Auguste Hargus Tyskland                                               | 5,20 meter  | Jelka Tratnik Jugoslavien                                                     | 5,03 meter  |
| Diskuskastning        | Slava Bléhová Tjeckoslovakien                                       | 36,51 meter       | Tilly Fleischer Tyskland                                              | 34,47 meter | Helena Berson Polen                                                           | 34,38 meter |
| Kulstötning           | Tilly Fleischer Tyskland                                            | 12,23 meter       | Wanda Jasieńska Polen                                                 | 11,64 meter | Lisl Perkaus Österrike                                                        | 11,33 meter |
| Spjutkastning         | Tilly Fleischer Tyskland                                            | 37,27 meter       | Auguste Hargus Tyskland                                               | 35,75 meter | Pierina Borsani Italien                                                       | 31,18 meter |

## Slutställning
Ländernas slutplacering
| Placering | Land            | Poäng |
| --------- | --------------- | ----- |
| 1         | Storbritannien  | 77    |
| 2         | Tyskland        | 71    |
| 3         | Italien         | 54    |
| 4         | Tjeckoslovakien | 35    |
| 5         | Jugoslavien     | 22    |
| 5         | Österrike       | 22    |
| 6         | Rumänien        | 17,5  |
| 7         | Polen           | 16    |
| 8         | Frankrike       | 10,5  |
| 9         | Belgien         | 6     |
| 9         | Ungern          | 6     |

## Eftermäle
Tävlingarna blev en stor framgång och ett betydande steg för damidrotten, Tillsammans med de tidigare damspelen och uppföljaren i London 1934 bidrog tävlingarna till att damer tilläts tävla i friidrott både i OS 1936 och EM 1938.